# باشگاه فوتبال گامبا اوساکا
باشگاه فوتبال گامبا اوساکا در کشور ژاپن می‌باشد که در جی لیگ بازی می‌کند.
این باشگاه در سال ۱۹۸۰ تأسیس شده‌است.
این باشگاه سابقه یک بار قهرمانی لیگ قهرمانان آسیا و مقام سومی در جام باشگاه‌های جهان در سال ۲۰۰۸ را دارد. همچنین این باشگاه سابقه ۲ قهرمانی و ۳ نایب قهرمانی را در جی لیگ و ۲ قهرمانی و ۴ نایب قهرمانی را در سوپر جام فوتبال ژاپن دارد.

## بازیکنان برجسته
- میرکو هرگوویچ
- سرگی آلینیکوف
- مارسیلینیو کاریوکا
- مانگو آلوز
- رونی
- کیریل متکوف
- پاتریک ام‌بوما
- ملادن ملادنوویچ
- نینو بول
- کلود دامبوری
- بوبان بابونسکی
- آنتو دروبنیاک
- هانس گیلهاوس
- فرانسیسکو آرسه
- پیوتر شویرسزوسکی
- آخریک تسویبا
- امیر کاریچ
- اولگ پراتاسوف
- لئاندرو پریرا
- تاکاشی اوسامی